# Rapateaceae
Le Rapateacee (Rapateaceae Dumort.) sono una famiglia di piante monocotiledoni dell'ordine Poales che si trovano principalmente nelle zone tropicali del Sudamerica, con una sola specie ( Maschalocephalus dinklagei) insediata nell'Africa occidentale.

## Descrizione
Sono piante erbacee, con radice a rizoma, le cui foglie formano una rosetta, con infiorescenze apicali al culmine di un peduncolo; i fiori sono grandi, con sepali, petali e 6 stami, la deiscenza delle antere è per pori (poricida).

## Biologia
La maggior parte dei generi della famiglia si riproducono per impollinazione entomogama, con l'eccezione dei generi Guacamaya, Kunhardtia e Schoenocephalium per i quali è stato documentato un meccanismo di impollinazione ornitogama ad opera di colibrì.

## Filogenesi
Sulla base delle caratteristiche morfologiche, molti autori le paragonarono con le Xyridaceae (come Cronquist 1981, Dahlgren et al. 1985), ma oggigiorno è chiara la sua posizione come sorella del clade che contiene tutte le Poales salvo le Typhaceae e le Bromeliaceae (ossia, Xyridaceae, Cyperaceae, Poaceae e famiglie affini). In alcune analisi, le Rapateaceae sono arrivate a essere indicate come sorelle delle altre Poales, ma l'appoggio era molto basso. Le Rapateaceae hanno una distribuzione molto particolare: si trovano in aree isolate del Sudamerica e nell'ovest dell'Africa; questa distribuzione assomiglia a quella delle Bromeliaceae e delle Xyridaceae. Bromeliaceae e Rapateaceae possiedono ghiandole nettarifere settate.

## Tassonomia
La famiglia è un clade abbastanza basale delle Poales, divergendo dal resto delle famiglie dopo il distacco delle [Typhaceae + Bromeliaceae].
La famiglia comprende 17 generi, suddivisi in 3 sottofamiglie:
- Sottofamiglia Monotremoideae
  - Maschalocephalus Gilg & K.Schum.
  - Monotrema Korn.
  - Potarophytum Sandwith
  - Windsorina Gleason

- Sottofamiglia Rapateoideae
  - Cephalostemon R.H.Schomb.
  - Duckea Maguire
  - Rapatea Aubl.
  - Spathanthus Desv.

- Sottofamiglia Saxofridericioideae
  - Tribù Saxofridericieae
    - Amphiphyllum Gleason
    - Epidryos Maguire
    - Marahuacaea Maguire
    - Phelpsiella Maguire
    - Saxofridericia R.H.Schomb.
    - Stegolepis Klotzsch ex Korn.

  - Tribù Schoenocephalieae
    - Guacamaya Maguire
    - Kunhardtia Maguire
    - Schoenocephalium Seub.